# Afrotyphlops
Afrotyphlops är ett släkte i familjen maskormar.
Arterna förekommer i Afrika söder om Sahara. De har vanligen en tjock kropp och en mörk färg. Angående längden finns större variationer. Ögonen är tydlig utformade.
Arter enligt The Reptile Database:
- Afrotyphlops angolensis
- Afrotyphlops anomalus
- Afrotyphlops bibronii
- Afrotyphlops blanfordii
- Afrotyphlops brevis
- Afrotyphlops calabresii
- Afrotyphlops chirioi
- Afrotyphlops congestus
- Afrotyphlops cuneirostris
- Afrotyphlops elegans
- Afrotyphlops fornasinii
- Afrotyphlops gierrai
- Afrotyphlops kaimosae
- Afrotyphlops liberiensis
- Afrotyphlops lineolatus
- Afrotyphlops mucruso
- Afrotyphlops nanus
- Afrotyphlops nigrocandidus
- Afrotyphlops obtusus
- Afrotyphlops platyrhynchus
- Afrotyphlops punctatus
- Afrotyphlops rondoensis
- Afrotyphlops rouxestevae
- Afrotyphlops schlegelii
- Afrotyphlops schmidti
- Afrotyphlops steinhausi
- Afrotyphlops tanganicanus
- Afrotyphlops usambaricus